# Die Nibelungen (1966)
Die Nibelungen ist ein zweiteiliger deutsch-jugoslawischer Spielfilm mit dem ersten Teil Siegfried von Xanten (manchmal auch Siegfried) (1966) und dem zweiten Teil Kriemhilds Rache (1967). Die Verfilmung schildert das Nibelungenlied als romantisches Liebesdrama.

## Handlung
Siegfried tötet den Drachen Fafnir und badet in dessen Blut, was ihn unverwundbar macht bis auf eine Stelle am Rücken, auf die sich ein herabfallendes Blatt gelegt hatte. Anschließend erobert er vom Zwergenkönig Alberich den Nibelungenhort und stiehlt ihm eine Tarnkappe. Als er in Burgund die schöne Kriemhild erblickt, wirbt er um sie. Ihr Bruder, König Gunther, stimmt einer Heirat der beiden zu, wenn Siegfried ihm im Gegenzug hilft, die Hand der Königin Brunhild zu gewinnen. Die beiden Männer reisen nach Island. Brunhild willigt in die Ehe nur unter der Bedingung ein, dass Gunther sie im Kampf besiegt. Mit Siegfrieds Hilfe und seiner Tarnkappe kann Gunther sie zwar bezwingen, jedoch verweigert sie ihm nach der Doppelhochzeit den Beischlaf, sodass Siegfried ein weiteres Mal im Verborgenen helfen muss, indem er ihr den Zaubergürtel entwendet, der sie unbezwingbar macht. Hagen wird Zeuge dieser Machenschaften, schweigt jedoch zunächst.
Kriemhild ist eifersüchtig auf Brunhilds Stand als Königin und sieht in ihr eine Nebenbuhlerin um Siegfrieds Herz. Deshalb stellt sie Brunhild öffentlich bloß, indem sie Siegfried als ihren wahren Bezwinger entlarvt. Die Königin lässt daraufhin Siegfried von Gunthers Gefolgsmann Hagen ermorden. Kriemhild schwört Rache und reist zurück nach Xanten. Hagen und Gunther verabreden, Siegfrieds Sohn entführen und in einem Kloster erziehen zu lassen, damit er ihnen nicht eines Tages gefährlich werden kann. Dieser stirbt jedoch bei einem Überfall von Hagens Schergen auf Kriemhilds Reisegruppe. Rüdiger von Bechelaren, langjähriger und guter Freund des burgundischen Hofes, findet Kriemhild und nimmt sie mit an die Donau, wo sie den mächtigen Hunnenkönig Etzel heiratet. Mit dessen Hilfe will sie Rache nehmen.
Mehrere Jahre später lädt sie die Burgunden zur Taufe ihres Sohnes auf die Etzelburg ein. Etzels Bruder Blodin und andere Untergebene der Königin versuchen, die Burgunden zu provozieren. Hagen tötet Blodin in Notwehr. Es folgt ein grausiges Gemetzel, bei dem Etzels und Kriemhilds Sohn von Hagen getötet wird. Als Etzel Vergeltung sucht, entkommt er selbst nur knapp dem Tod. Sogar Rüdiger muss gegen die Burgunden kämpfen, mit denen er durch die Hochzeit seiner Tochter verwandt ist, und fällt. Erst Dietrich von Bern und dessen Waffenmeister Hildebrand setzen Hagen und Gunther fest. Gunther steht bis zuletzt zu Hagen und verblutet schwer verwundet vor den Augen Kriemhilds. Diese erschlägt Hagen und stürzt sich in Siegfrieds Schwert Balmung. Als einzige Mitglieder des Burgundentrosses dürfen Rüdigers Tochter Hildegund und der bei den Kämpfen geblendete Sänger Volker von Alzey zu Fuß den Heimweg antreten.

## Filmmusik
Rolf Wilhelm komponierte die aufwendige Filmmusik sehr bewusst ohne Anklänge an Richard Wagners Werke. Vielmehr orientierte er sich an der Musik von Gustav Holst und anderen Komponisten des 20. Jahrhunderts. Für den zweiten Teil des Nibelungen-Films musste er sich, weil der Etat für die Musik schon im ersten Teil fast völlig für das große Orchester verbraucht worden war, mit den Bläsern und dem Schlagzeug begnügen.
1995 bearbeitete Joseph Kanz – in enger Absprache mit dem Komponisten – die geeignetsten Teile der Filmmusik. Dieses Medley mit dem Titel The Nibelungen Saga dauert etwa 15 Minuten und erschien – nach einer erneuten Durchsicht durch den Komponisten in den Jahren 2002/03 – bei Trio Musik Edition. Rolf Wilhelm wollte so seine ansprechende Musik aus dem 'Dornröschenschlaf' der Filmrollen erlösen und für sinfonische Blasorchester ein neues Werk schaffen.

## Hintergrund
Bereits 1959 hatte der Filmproduzent Artur Brauner verkündet, dass er die Nibelungen neu verfilmen wolle. Da Filmkritiker ihm jedoch von diesem Vorhaben abrieten, ließ er durch das Institut für Demoskopie Allensbach eine Umfrage durchführen. Diese ergab, dass sich jeder dritte bundesdeutsche Kinobesucher eine Neuverfilmung des Stoffes wünschte. Als Regisseur favorisierte Brauner Fritz Lang, der sich für das Projekt jedoch nicht gewinnen ließ. Wie aus einem Brief der CCC-Filmproduktion an das Institut für Demoskopie hervorgeht, hatte man für die Rolle der Kriemhild zunächst an die dunkelhaarige (!) Marianne Koch gedacht, für die Besetzung der Brunhild an Barbara Rütting, Eva Bartok oder an die kubanische Schauspielerin Chelo Alonso. Für Hagen brachte man Wolfgang Lukschy, Martin Held und Wolfgang Preiss ins Gespräch. Als Gunter konnte man sich Dieter Borsche, Walter Reyer, Claus Holm oder Will Quadflieg vorstellen. 1961 hatte man sich offenbar für Romy Schneider als Kriemhild,  Barbara Rütting als Brunhild, Gert Fröbe als Hagen und Walter Reyer als Gunther entschieden. Siegfried sollte ursprünglich durch den US-Amerikaner Jerome Courtland verkörpert werden. Die Verleiher forderten unbedingt eine Besetzung der Siegfried-Rolle mit einem deutschen Schauspieler.
Der Film ist eine Koproduktion der CCC-Film (Berlin) mit Avala-Film (Belgrad) und wurde zum Teil in Berlin (Zitadelle Spandau), Spanien (Ciudad Encantada, Cuenca), Island und Jugoslawien (Höhlen von Postojna, Festung von Smederevo) gedreht.
Zwanzig Jahre nach dem Ende des Zweiten Weltkriegs enthält das Drehbuch kleine Spitzen gegen die Vereinnahmung der Nibelungensage durch den Nationalsozialismus. Die zeithistorische Polemik wird besonders deutlich, wenn Dietrich von Bern das Ende der Burgunder mit den Worten kommentiert: „So ergeht es Männern, die einem Mörder die Treue halten“.
Der erste Teil Siegfried von Xanten hatte am 13. Dezember 1966 die deutsche Premiere, der zweite Teil Kriemhilds Rache am 16. Februar 1967. Beide Teile wurden im Mathäser-Filmpalast in München uraufgeführt.
Aus beiden Teilen wurde 1976 eine einteilige Fassung für die Wiederaufführung in den Kinos hergestellt, die zunächst unter dem Titel Die Nibelungen gezeigt wurde. Diese Version hatte eine Länge von 110 Minuten und lief 1982 als Das Schwert der Nibelungen erneut an.
Im deutschen Fernsehen erschienen die beiden Teile erstmals am 2. und 9. Januar 1984 im ZDF. Mittlerweile steht eine vom ZDF restaurierte Fassung, die im Originalformat ausgestrahlt wird, zur Verfügung.
2003 erschien der Streifen erstmals auf DVD, allerdings in einem stark beschnittenem Format. 2013 wurde die vom ZDF restaurierte Fassung auf DVD veröffentlicht.

## Synchronisation
Die deutschen Synchronfassungen entstanden bei der Elite Film Franz Schröder GmbH, Berlin. Reinhold Brandes schrieb die Dialogbücher und führte Regie. Im zweiten Teil, Kriemhilds Rache, war Christian Rode gleich zweimal zu hören: Als Dietrich von Bern sprach er sich selbst, außerdem synchronisierte er Hans von Borsody, der als Volker von Alzey zu sehen war.
| Rolle                     | Darsteller            | Synchronsprecher      |
| ------------------------- | --------------------- | --------------------- |
| Siegfried                 | Uwe Beyer             | Thomas Danneberg      |
| Brunhild                  | Karin Dor             | Renate Küster         |
| Kriemhild                 | Maria Marlow          | Johanna von Koczian   |
| Gunther                   | Rolf Henniger         | Rolf Schult           |
| Hagen von Tronje          | Siegfried Wischnewski | Siegfried Wischnewski |
| Rüdiger                   | Dieter Eppler         | Dieter Eppler         |
| Etzel                     | Herbert Lom           | Herbert Lom           |
| Volker von Alzey/Erzähler | Hans von Borsody      | Christian Rode        |
| Giselher                  | Mario Girotti         | Claus Jurichs         |
| Gernot                    | Fred Williams         | Claus Holm            |
| Alberich                  | Skip Martin           | Franz Nicklisch       |
| Blo-Edin                  | Samson Burke          | Hans-Walter Clasen    |

## Kritiken
„Bekannte Motive der Nibelungensage als Erzählmaterial für eine naiv-aufwendige, gelegentlich komisch anmutende Abenteuerserie im großen Bilderbuchstil. In der Rolle Siegfrieds - Felsbrocken und Gittertüren stemmend - der olympische Hammerwerfer Uwe Beyer.“ – Lexikon des internationalen Films
„Kindliches Heroen-Kino: Siegfried spielt mit den Muskeln, ein hydraulisch betriebener Drache pufft Feuer aus der Düsen-Nase, Damen in Glanzpapier-Gotik schneiden Gesichter und Burgunds wortkarger Kriegerverein blickt ernst in die Runde.“ – Der Spiegel, 1966
„Dynamik, Aufwand und zahlreiche Massenszenen dienen einer sehr oberflächlichen Abenteuergeschichte, deren einzige Motive Haß und Rache sind.“ – Evangelischer Filmbeobachter

## Auszeichnungen
- Goldene Leinwand 1968 für mehr als 3 Millionen Zuschauer
- Die Filmbewertungsstelle Wiesbaden verlieh der Produktion das Prädikat wertvoll

## Weitere Verfilmungen
- 1922/24 entstand unter der Regie von Fritz Lang der zweiteilige Stummfilm Die Nibelungen.

- Eine weitere Verfilmung für das Fernsehen entstand 2004 mit Kristanna Loken (Brunhild), Alicia Witt (Kriemhild) und Benno Fürmann (Siegfried), jedoch hatte der Film deutlich weniger mit dem Nibelungenlied selbst zu tun.